# Župnija Svetinje
Župnija Svetinje je rimskokatoliška teritorialna župnija dekanije Velika Nedelja Ptujsko-Slovenjegoriškega naddekanata, ki je del nadškofije Maribor.

## Sakralni objekti
- Cerkev vseh svetnikov, Svetinje (župnijska cerkev)
- Vrazova kapelica v Cerovcu